# Zengin
Zengin (türk. für „reich, reichhaltig“) ist ein türkischer männlicher Vorname persischer Herkunft, der vor allem als Familienname vorkommt.

## Namensträger

### Familienname
- Enes Zengin (* 2002), deutscher Fußballspieler
- Erkan Zengin (* 1985), schwedischer Fußballspieler türkischer Abstammung
- İbrahim Zengin (1931–2013), türkischer Ringer
- Kerim Zengin (* 1985), türkischer Fußballspieler
- Muhammet Hanifi Zengin (* 2004), türkischer Speerwerfer
- Serhan Zengin (* 1990), deutsch-türkischer Fußballspieler
- Tolga Zengin (* 1983), türkischer Fußballspieler
- Ulaş Zengin (* 1997), türkischer Fußballspieler